# Cystoagaricus sachaensis
Cystoagaricus sachaensis är en svampart som beskrevs av Singer 1977. Cystoagaricus sachaensis ingår i släktet Cystoagaricus och familjen Psathyrellaceae.   Inga underarter finns listade i Catalogue of Life.